# Nototriton stuarti
Espèce
Statut de conservation UICN

 CR  : 
En danger critique
Nototriton stuarti est une espèce d'urodèles de la famille des Plethodontidae.

## Répartition
Cette espèce est endémique du département d'Izabal au Guatemala. Elle se rencontre à environ 740 m d'altitude.

## Étymologie
Cette espèce est nommée en l'honneur de l'herpétologiste américain Laurence Cooper Stuart (1907-1983).

## Publication originale
- Wake & Campbell, 2000 : A new species of diminutive salamander (Amphibia: Caudata: Plethodontidae: Nototriton) from the Montañas del Mico of Guatemala. Proceedings of the Biological Society of Washington, vol. 113, p. 815-819 (texte intégral).